# Episodi di Mozart in the Jungle (quarta stagione)
La quarta e ultima stagione della webserie Mozart in the Jungle, composta da dieci episodi, è stata interamente resa disponibile negli Stati Uniti dal servizio di streaming di Amazon il 16 febbraio 2018.
In Italia è andata in onda in prima visione sul canale satellitare Sky Atlantic dal 7 al 21 marzo 2018.
| n° | Titolo originale                  | Titolo italiano           | Pubblicazione USA | Prima TV Italia |
| -- | --------------------------------- | ------------------------- | ----------------- | --------------- |
| 1  | The Boyfriend                     | Il fidanzato              | 16 febbraio 2018  | 7 marzo 2018    |
| 2  | If I Was an Elf, I Would Tell You | Conflitti di famiglia     | 16 febbraio 2018  | 7 marzo 2018    |
| 3  | Significant Lover                 | Amante gemella            | 16 febbraio 2018  | 14 marzo 2018   |
| 4  | An Honest Ghost                   | Un fantasma sincero       | 16 febbraio 2018  | 14 marzo 2018   |
| 5  | The Coach                         | L'insegnante              | 16 febbraio 2018  | 14 marzo 2018   |
| 6  | Domo Arigato                      | Domo Arigato              | 16 febbraio 2018  | 14 marzo 2018   |
| 7  | We're Not Robots                  | Non siamo robot           | 16 febbraio 2018  | 21 marzo 2018   |
| 8  | Ichi Go Ichi E                    | Una vita, una opportunità | 16 febbraio 2018  | 21 marzo 2018   |
| 9  | I Want You To Think of Me         | Pezzo di Sheisse!         | 16 febbraio 2018  | 21 marzo 2018   |
| 10 | Dance                             | La danza di Rodrigo       | 16 febbraio 2018  | 21 marzo 2018   |

## Il fidanzato
- Titolo originale: The Boyfriend
- Diretto da: Paul Weitz
- Scritto da: Paul Weitz

### Trama
Rodrigo sta investendo moltissime energie nella neonata orchestra giovanile, mentre Hailey ha messo su un ensemble che suona regolarmente nel locale di Lizzie. La relazione tra i due va a gonfie vele, tanto che lui inizia a considerarsi un fidanzato a tutti gli effetti e a chiedere alla ragazza di poter conoscere i suoi genitori. Tuttavia quando il loro rapporto viene scoperto da Gloria e Thomas quest'ultimo storce il naso: teme che l'influenza di Rodrigo possa essere controproducente per Hailey, che sta facendo grandi progressi con la conduzione d'orchestra.
- Altri interpreti: Gael García Bernal (Rodrigo), Lola Kirke (Hailey), Hannah Dunne (Lizzie), Bernadette Peters (Gloria), Malcolm McDowell (Thomas)

## Conflitti di famiglia
- Titolo originale: If I Was an Elf, I Would Tell You
- Diretto da: Will Graham
- Scritto da: Will Graham

### Trama
Hailey torna per qualche giorno a casa dai suoi genitori insieme a Rodrigo. Hailey nutre un certo rancore nei confronti del padre, che le ha imposto lo studio dell'oboe sin da bambina, per questo motivo chiede a Rodrigo di non dire nulla riguardo all'audizione andata male e alle esperienze di conduzione. Tuttavia il padre si imbuca alla masterclass tenuta dalla figlia all'orchestra giovanile locale e lo scopre ugualmente. La sera stessa, Hailey si chiarisce con lui e capisce di voler darsi da fare davvero per diventare direttrice. Intanto Gloria annuncia che l'Orchestra Filarmonica di New York si esibirà al cospetto del Papa: anche Cynthia vorrebbe partecipare, malgrado il suo polso non sia ancora guarito.
- Altri interpreti: Frank Wood (padre di Hailey), Saffron Burrows (Cynthia)

## Amante gemella
- Titolo originale: Significant Lover
- Diretto da: Kat Coiro
- Scritto da: Sarah Walker

### Trama
Dopo la disastrosa esibizione per il Papa, interrotta per la caduta di calcinacci dal soffitto, c'è bisogno di cambiamento su tutti i fronti. Si fa avanti un nuovo sponsor per la Filarmonica, rappresentato dal signor Fukumoto, che mostra subito una certa simpatia per Betty. Thomas abbandona la Filarmonica di New York per condurre la neonata orchestra sinfonica del Queens. Hailey vuole smettere di essere considerata solo la fidanzata di Rodrigo e convince la compositrice Caroline Shaw a farle dirigere un suo pezzo inedito. Rodrigo rimane affascinato dalla danza contemporanea e collabora a un progetto in cui è lui a dirigere una coreografia.
- Guest star: Masi Oka (Fukumoto)
- Altri interpreti: Debra Monk (Betty)

## Un fantasma sincero
- Titolo originale: An Honest Ghost
- Diretto da: Tobias Datum
- Scritto da: Halley Feiffer

### Trama
Rodrigo si è convinto di non essere in grado di condurre il Requiem di Mozart come promesso a Fukumoto, soprattutto da quando lo spirito del compositore ha cessato di apparirgli. Per questo motivo si rivolge ad un collezionista che possiede alcuni cimeli di Mozart e con lui tenta una seduta spiritica. Hailey viene selezionata per partecipare ad un importante concorso per direttori d'orchestra, ma dal momento che Thomas non può più darle lezioni perché giudice nella competizione, chiede a Rodrigo di aiutarla a prepararsi. Cynthia torna a suonare il violoncello, ma nella nuova orchestra di Thomas, che ha un approccio decisamente più sperimentale della New York Symphony.
- Guest star: Michael Emerson (collezionista), Masi Oka (Fukumoto)

## L'insegnante
- Titolo originale: The Coach
- Diretto da: Azazel Jacobs
- Scritto da: Andrew Pierce Fleming e Matt Kriete

### Trama
A pochi giorni dalla competizione Hailey si ritrova a corto di musicisti per il suo ensemble, così vengono in suo soccorso Warren, Bob e Dee Dee. Rodrigo si divide tra le lezioni di conduzione ad Hailey, la preparazione del Requiem e le prove per il progetto di danza, che però abbandona quando il coreografo Egon mette in dubbio i sentimenti di Rodrigo per Hailey. La relazione tra Thomas e Gloria mostra segni di cedimento: lui cerca di convincere Hesby, un amico compositore, ad affidargli la prima della sua nuova composizione, già promessa alla New York Symphony; lei riceve un'offerta di lavoro allettante al museo Guggenheim.
- Altri interpreti: Joel Bernstein (Warren), Mark Blum (Bob), John Miller (Dee Dee), Bruce Davison (Hesby), John Cameron Mitchell (Egon)

## Domo Arigato
- Titolo originale: Domo Arigato
- Diretto da: Paul Weitz
- Scritto da: Peter Morris e Paul Weitz

### Trama
Hailey e Rodrigo vanno in Giappone, la prima per partecipare alla competizione di direzione d'orchestra, il secondo per eseguire il Requiem di Mozart in accordo con Fukumoto. Se per Hailey la trasferta parte sotto i migliori auspici, Rodrigo rimane interdetto quando scopre che dovrà condurre una nuova versione dell'opera incompiuta di Mozart, completata da WAM, intelligenza artificiale finanziata dallo stesso Fukumoto. Non solo, nella forma di robot, WAM dirige anche un'orchestra in maniera impeccabile, generando una certa inquietudine su Rodrigo e Thomas.
- Guest star: Masi Oka (Fukumoto)

## Non siamo robot
- Titolo originale: We're not robots
- Diretto da: Azazel Jacobs
- Scritto da: Susan Coyne

### Trama
Per protesta, Rodrigo getta in un ruscello il robot-direttore d'orchestra e poi boicotta il Requiem sostituendo la nuova partitura con quella originale di Mozart, deludendo profondamente Fukumoto, ormai ad un passo dal negare i finanziamenti alla New York Symphony. Hailey si qualifica per la finale, ma il peso di essere l'unica donna rimasta in gara in un contesto ancora così maschilista la mette sotto pressione: i suggerimenti di Rodrigo non la aiutano, anzi, contribuiscono a suggestionarla ancora di più. Durante la finale Hailey va in crisi ed esegue una performance mediocre, perdendo la competizione. Intanto, tra Thomas e Gloria i nodi iniziano a venire al pettine.
- Guest star: Masi Oka (Fukumoto)

## Una vita, una opportunità
- Titolo originale: Ichi Go Ichi E
- Diretto da: Roman Coppola
- Scritto da: Susan Coyne e Roman Coppola

### Trama
Prima di tornare in America, Rodrigo porta Hailey ad una cerimonia del tè giapponese. Nel silenzio del rito ciascuno dei due ha l'occasione di riflettere su cosa vuole veramente dalla relazione. Peccato che al momento di confrontarsi vengano fuori due progetti di vita opposti: se Rodrigo vorrebbe metter su famiglia, Hailey confessa di voler troncare.

## Pezzo di Sheisse!
- Titolo originale: I Want You to Think of Me
- Diretto da: Wendey Stanzler
- Scritto da: Sarah Walker

### Trama
Di ritorno dal Giappone, Hailey cerca di tornare alla vita precedente alla relazione con Rodrigo, e riaccetta il posto da sostituta oboista alla New York Symphony. Rodrigo invece non riesce a fare a meno di pensare a lei e per distrarsi organizza una festa nell'appartamento che condividevano, dove si disfa dei suoi averi regalandoli agli invitati. Quando Hailey rientra lo sorprende insieme ad un'altra ragazza e i due finiscono per litigare. L'indomani Rodrigo fa visita ad Egon, che nel frattempo ha trovato un altro direttore d'orchestra disposto a collaborare con lui per il progetto di danza. L'indecisione di Hesby riguardo a chi affidare la prima della sua composizione provoca ulteriori tira e molla tra Thomas e Gloria.

## La danza di Rodrigo
- Titolo originale: Dance
- Diretto da: Paul Weitz
- Scritto da: Paul Weitz

### Trama
Rodrigo incontra per caso Egon al parco, che lo rivuole con sé per la performance di danza, che avrà luogo il giorno stesso, in concomitanza con la prima di Hesby alla New York Symphony. Poco prima di salire sul podio dell'auditorium Rodrigo lascia una lettera a Bob da leggere alla platea e si reca all'appuntamento con Egon. Nella lettera annuncia di volersi dimettere e lascia la bacchetta ad Hailey, dandole la possibilità di dirigere il pezzo di Hesby, che la ragazza esegue egregiamente. Nel frattempo Rodrigo scopre che lo spettacolo di danza non ha né pubblico né ballerini oltre a lui, e così si lascia andare in una danza liberatoria e sconclusionata per i vialetti di Central Park. L'indomani Hailey si commuove nello scoprire da un video che Rodrigo ha fatto in tempo ad assistere al finale della sinfonia e ad esultare entusiasta. Rodrigo invece ritrova l'equilibrio interiore ed inizia a pensare come voltare pagina dopo la parentesi newyorkese.